# Кёрперих
Кёрперих (нем. Körperich) — община в Германии, в земле Рейнланд-Пфальц. 
Входит в состав района Айфель-Битбург-Прюм. Подчиняется управлению Нойербург.  Население составляет 1119 человек (на 31 декабря 2010 года). Занимает площадь 19,12 км².